# Quijos (kanton)
Quijos – kanton w Ekwadorze, w prowincji Napo. Stolicą kantonu jest Baeza.